# 5026 Martes
5026 Martes è un asteroide della fascia principale. Scoperto nel 1987, presenta un'orbita caratterizzata da un semiasse maggiore pari a 2,3776674 au e da un'eccentricità di 0,2423252, inclinata di 4,28481° rispetto all'eclittica.
L'asteroide è dedicato alla martora e alla faina, entrambi del genere Martes, animali tipici della foresta dove sorge l'osservatorio da cui è stata effettuata la scoperta.